# Henric Frederick, Prinț de Wales
Henry Frederick Stuart, Prinț de Wales (19 februarie 1594 – 6 noiembrie 1612) a fost fiul cel mare al regelui Iacob I al Angliei și a reginei Ana a Danemarcei.  Numele său derivă de la bunicii: Henry Stuart, Lord Darnley și Frederic al II-lea al Danemarcei. Prințul Henry a fost văzut ca un moștenitor promițător la tronul tatălui său. Cu toate acestea, la vârsta de 18 ani, înaintea tatălui său, a murit de febră tifoidă. Ulterior, moștenirea tronurilor englez și scoțian a trecut la fratele său mai mic Carol.

## Arbore genealogic
cine a sters asta? aveam nevoie pt proiect la istorie :(
1. 1 2  Kindred Britain
2. 1 2  Katalog der Deutschen Nationalbibliothek, accesat în 13 aprilie 2024
3. 1 2  Czech National Authority Database, accesat în 29 ianuarie 2023
4. ↑  Czech National Authority Database, accesat în 1 martie 2022